# BYD Flyer
BYD Flyer je malý automobil vhodný do města. Konkuruje např. Peugeotu 106 nebo 107, Toyotě Aygo a Chevroletu Spark. Toto čínské auto se vyrábělo ve městě Si-anu. Prodává se v Rusku nebo na Ukrajině.

## Motory
- 796 cc – 29,5 kW (40 hp) – 4 l/100 km
- 1100 cc – 38,5 kW (52 hp) – 5 l/100 km